# 科尔索大道

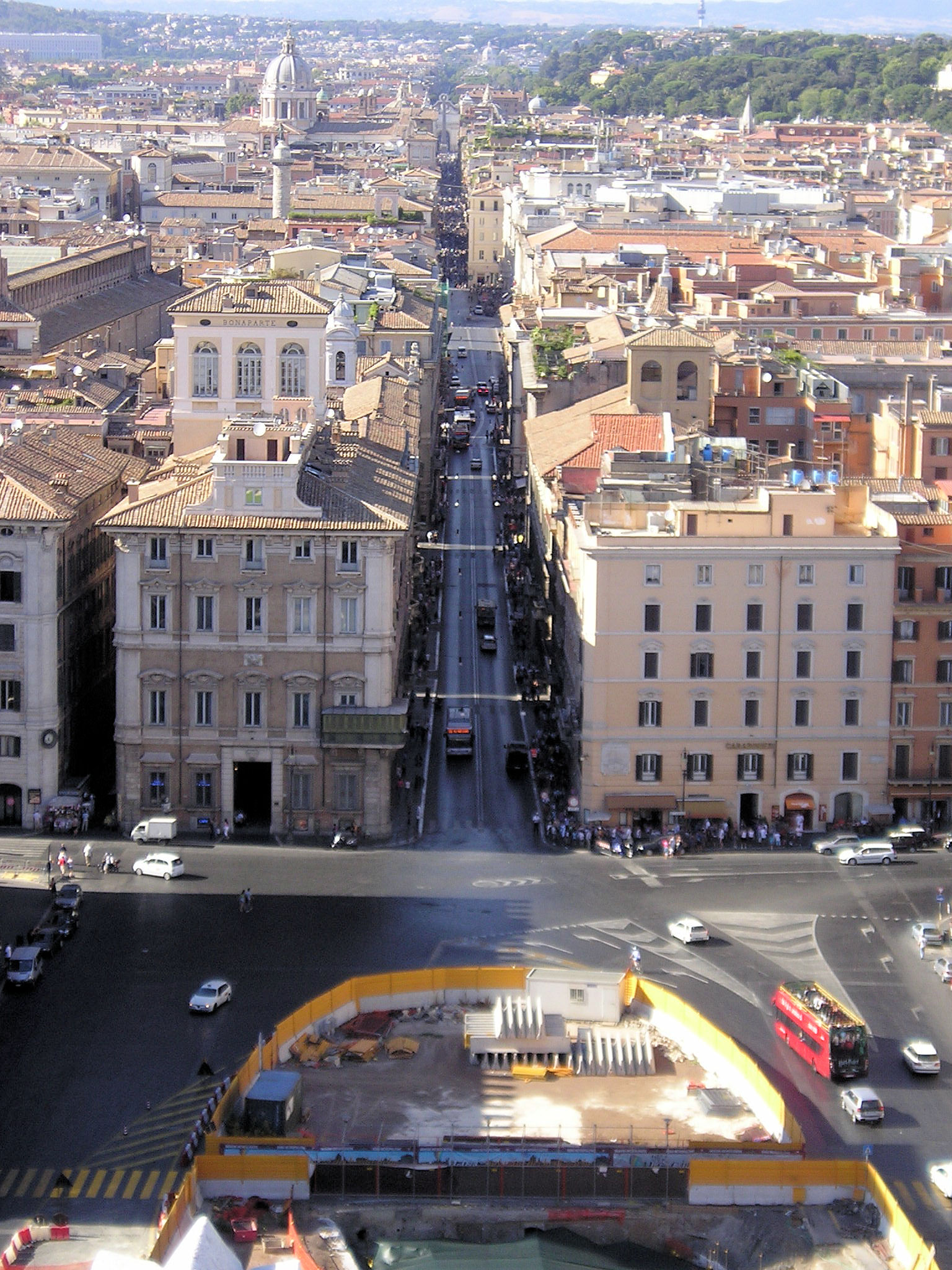
科尔索路

科尔索大道（義大利語：Via del Corso），在古代称为via Lata，是纵贯意大利罗马古城中心区的一条主要街道，笔直地穿过一大片以狭窄蜿蜒的小巷和小型广场为特点的区域。它虽然比罗马市中心的大部分街道要宽，但仍然只有两个车道和两边狭窄的人行道。这条路的北段为行人区。 这条路的长度为大约1.5 公里。
科尔索大道呈南北走向，其北端结束于人民广场，两侧为奇迹圣母教堂（Santa Maria dei Miracoli）和圣山圣母教堂（Santa Maria in Montesanto）；其南部终点在威尼斯广场。这条路本身沿线并无重要的名胜古迹，但是两侧附近的地段名胜古迹极为丰富，包括和平祭坛（Ara Pacis）、万神庙、西班牙阶梯、特莱维喷泉、维克多艾曼纽二世纪念堂和古罗马广场。